# 格兰特·哈克特
格兰特·乔治·哈克特（英語：Grant George Hackett，1980年5月9日—），生於昆士兰州绍斯波特，澳大利亚游泳运动员。 格兰特獲得2004年雅典奥运会男子1500米自由泳的金牌以及2008年北京奥运会1500米自由泳的银牌。

## 近况
2006年，哈克特在训练中左肺坏死，因此变成伤残人；不过他依然保持刻苦训练，并最终得到2008年夏季奥林匹克运动会的1500米自由泳亚军。